# إليس سيمس
إليس سيمس (بالإنجليزية: Ellis Simms)‏ هو لاعب كرة قدم بريطاني، ولد في 5 يناير 2001 في أولدم في المملكة المتحدة.